# Смерш
Главна управа војне контраобавештајне службе Народног комесаријата одбране СССР-а (ГУКР НКО СССР), познатија као СМЕРШ (рус. Смерть шпионам – Смрт шпијунима) била је совјетска контраобавештајна служба, основана 19. априла 1943.
Управа је основана из тадашњег НКВД-а по налогу Јосифа Стаљина, а њен начелник био је генерал-пуковник Виктор Абакумов. Један од значајних задатака је било хапшење односно проналазак Адолфа Хитлера. Након наводног проналаска тела Хитлера и Еве Браун, совјетске снаге су их тајно закопале у СМЕРШ-овом штабу у Магдебургу, где су остаци били све до 1970. године, када су их кремирали и бацили у реку. 
СМЕРШ је расформиран у мају 1946. године.

## СМЕРШ у популарној култури
СМЕРШ је злогласно овековечио писац Ијан Флеминг у књигама о Џејмс Бонду.